# Compagnie ferroviaire régionale
Compagnie ferroviaire régionale (CFR) – spółka akcyjna we Francji zapewniająca transport kolejowy na terenie Burgundii i Franche-Comté, jak również sprawowanie zarządu delegowanego na liniach zarezerwowanych do transportu towarów.
Akcjonariuszami spółki są Eiffage TP, Lafarge, grupa logistyczna Cassier oraz grupa twórców projektu, głównie pracowników CFR.
CFR stało się również delegowanym zarządcą infrastruktury na rzecz RFF i jego zadaniem jest wymiana 2 km torów rocznie oraz bieżące utrzymanie linii.